# Moncloa-Aravaca

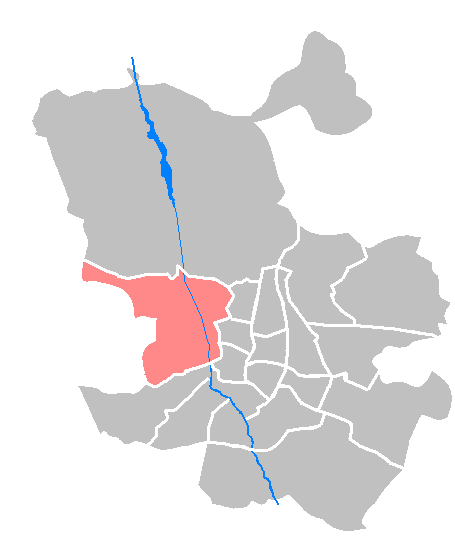
Moncloa-Aravaca

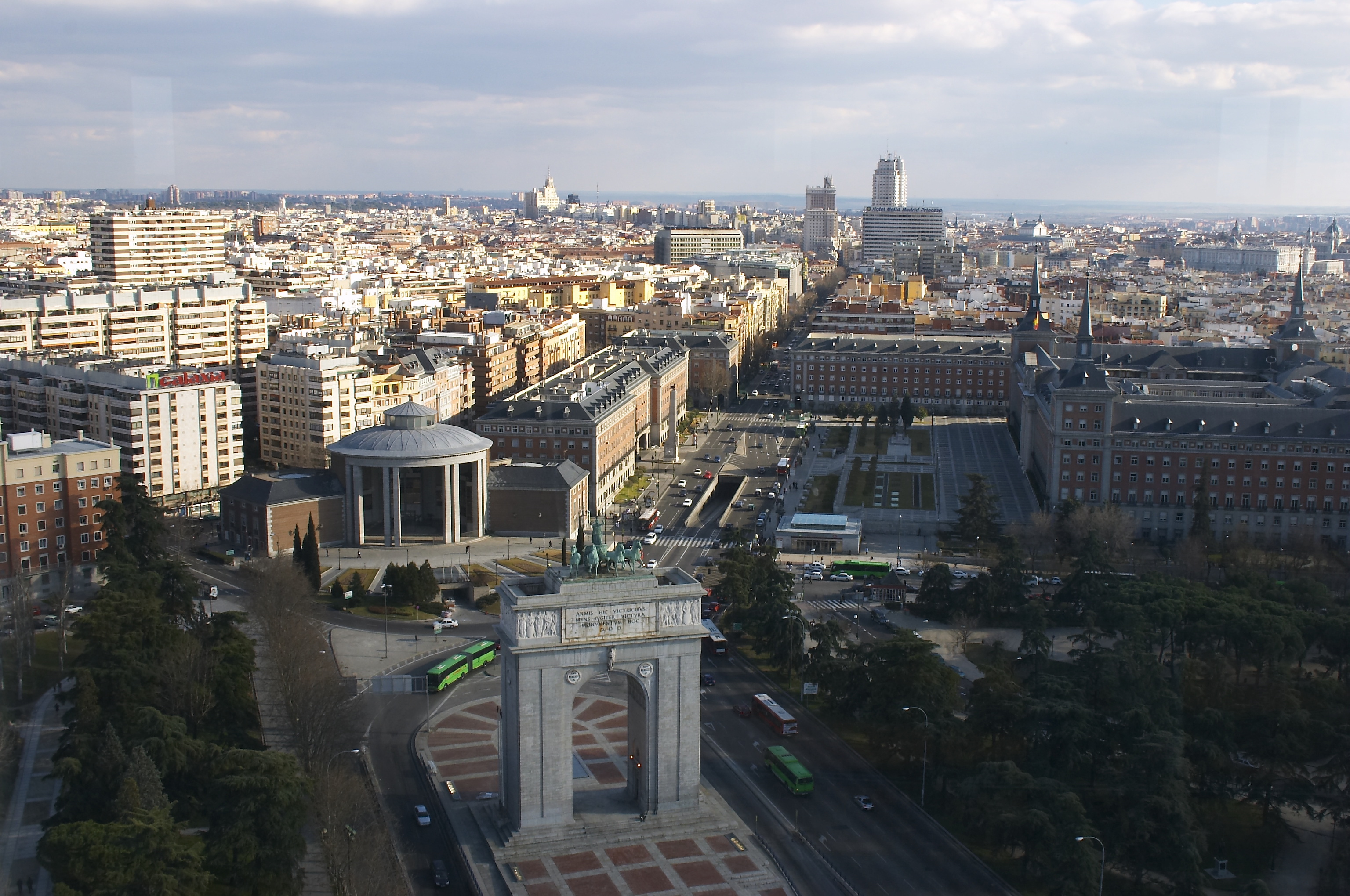
Vy över Moncloa-Aravaca

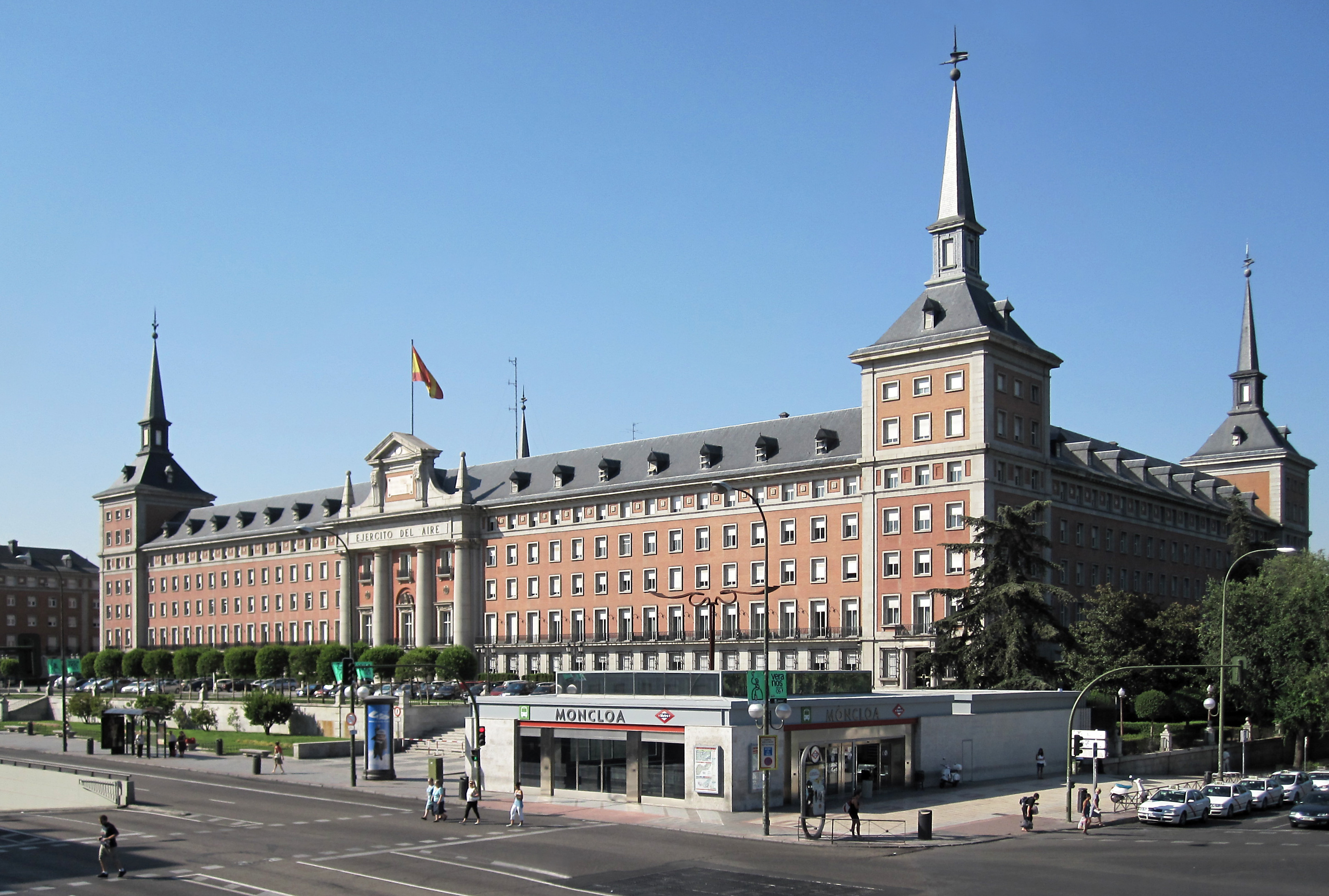
Högkvarter för flygvapnet

Moncloa-Aravaca är ett distrikt i Madrid och delas administrativt in i stadsdelarna Casa de Campo (91), Argüelles (92), Ciudad Universitaria (93), Valdezarza (94), Valdemarín (95), El Plantío (96) och Aravaca (97). Befolkningen uppgår till 116 531 invånare.
Moncloa-Aravaca dyker upp första gången som ett begrepp, bildat av Moncloa och Aravaca ihopbundna med ett bindestreck, för att ge namn åt ett av de områden som Madrid delades upp i, under den process som kallas ”decentralisation” som Madrids Ayuntamiento påbörjade under 1980-talet under ledning av borgmästarna Enrique Tierno Galván och Juan Barranco Gallardo.
Sedan dess har detta Madriddistrikt existerat, fast det för sina grannar är mindre känt än andra Madriddistrikt som är mer homogena, som Madrids centrum, Salamanca och Chamberí.

## Ursprung
Distriktet, det tredje i storlek i Madrid, bildades genom sammanslagning av stadsdelarna som gränsade till centrum av Madrid, den gamla kommunen Aravaca och nya stadsdelar såsom Valdezarza och Valdemarín.

## Geografi
Liksom Fuencarral-El Pardo är det ett distrikt med stora grönytor, främst märks Casa de Campo, den park som anses vara stadens viktigaste lunga.
Å andra sidan är det ett distrikt vars stadsdelar inte ligger så tätt ihop såsom i andra distrikt. Det är svårt att från stadsdelarna El Plantío, Aravaca och Valdemarín ta sig till fots till kommunförvaltningen i distriktet, därför att de ligger avskilda från de andra stadsdelarna på grund av ringleden M-30, på så sätt att den centrala delen av distriktet bildas av tre stadsdelar: Argüelles, Valdezarza och Ciudad Universitaria, en mittemellan den centrala kärnan och utanför M-30, Casa de Campo, och tre utanför ringleden, Valdemarín, Aravaca och El Plantío (denna sista ligger utanför M-40).

## Kommunalförvaltning

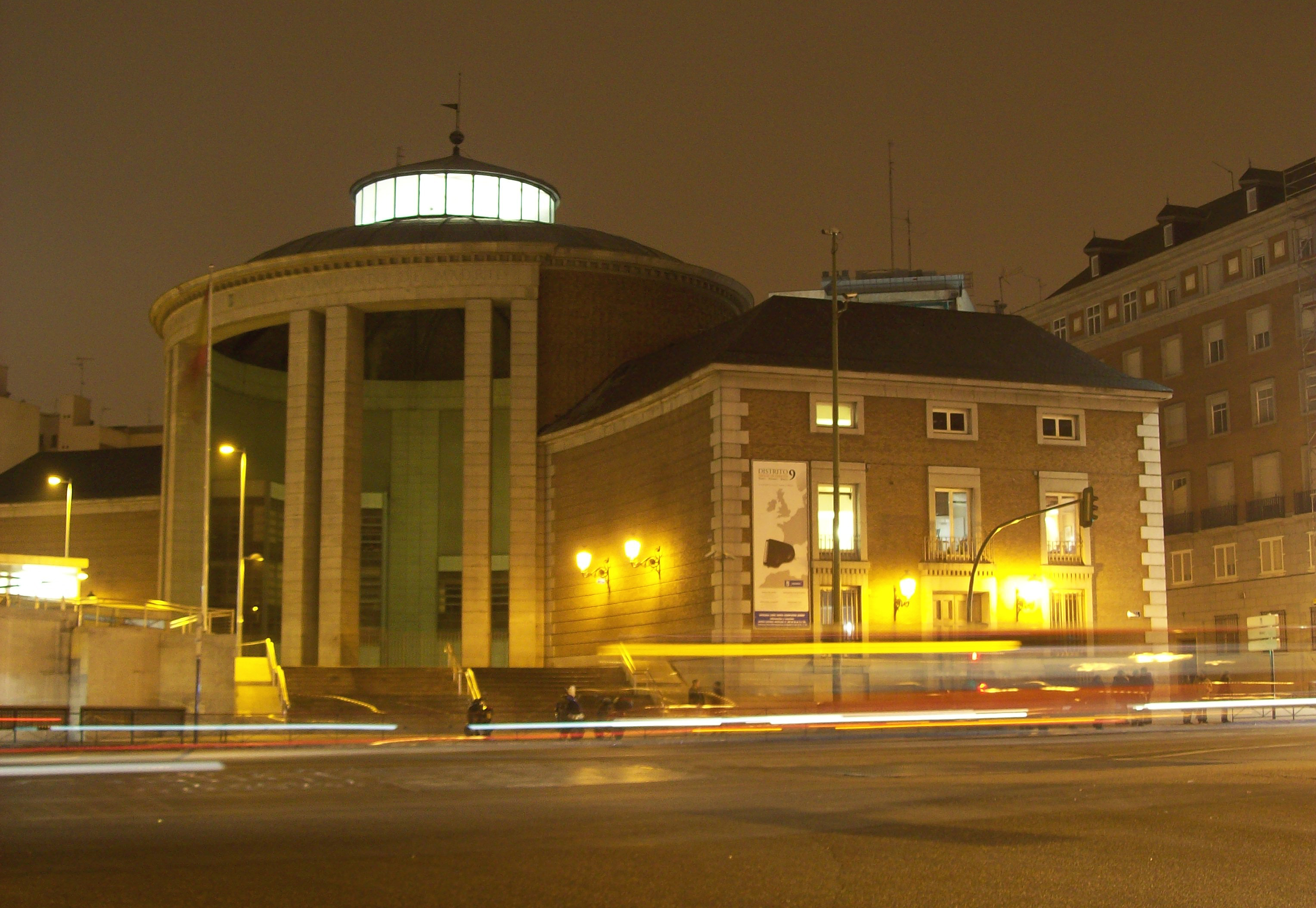
Platsen för kommunförvaltningen.

Junta Municipal de Distrito (ungefär ”stadsdelsförvaltningen”) i Moncloa-Aravaca är ett decentraliserat organ för Madrids Ayuntamiento som bildades vid den senaste områdesindelningen.
Byggnaden för la Junta Municipal del Distrito de Moncloa - Aravaca, i form av en panteón, hade konstruerats i ett urbanistiskt projekt under frankotiden som diktaturen planerade i det sammanhang där man återfinner andra monumentalbyggnader såsom Cuartel General del Aire och Arco de la Victoria. Även om den konstruerades för ett annat syfte än den nuvarande användningen så har den byggts om under ledning av stadsarkitekten Guillermo Costa, för att omvandla den till ett administrativt säte för la Junta Municipal del Distrito de Moncloa-Aravaca. Byggnaden invigdes av Madrids borgmästare Juan Barranco Gallardo.

## Utbildning

### Förskolor-lågstadium-mellanstadium-högstadium (Educación infantil, primaria y secundaria)
I distriktet Moncloa-Aravaca finns 30 daghem (5 kommunala och 25 privata), 9 kommunala skolor för låg- och mellanstadiet, 6 skolor för högstadiet (educación secundaria), 19 privata skolor (med och utan concierto) och 2 utländska skolor.

## Transporter

### Madrids pendeltågstrafik / Cercanías
I distriktet finns följande stationer, alla hör till linjenätet för C-7 och C-10:
- Príncipe Pío (Casa de Campo)
- Aravaca (Aravaca)
- El Barrial-Centro Comercial Pozuelo (El Plantío)

### Madrids metro / Metro Ligero
Flera linjer löper genom distriktet:
- : i stadsdelen Argüelles med stationerna Moncloa, Argüelles, Ventura Rodríguez och Plaza de España.
- : i stadsdelen Argüelles med en station med samma namn.
- : delar av stadsdelen Casa de Campo med en station med samma namn.
- : i stadsdelarna Ciudad Universitaria, Argüelles och Casa de Campo med stationerna Guzmán el Bueno, Metropolitano, Ciudad Universitaria, Moncloa, Argüelles och Príncipe Pío.
- : i stadsdelarna Ciudad Universitaria och Valdezarza med stationerna Guzmán el Bueno, Francos Rodríguez och Valdezarza.
- : i stadsdelarna Argüelles och Casa de Campo med stationerna Plaza de España, Príncipe Pío, Lago, Batán och Casa de Campo.
- : i stadsdelen Casa de Campo med stationen Príncipe Pío.
- : i stadsdelen Aravaca med stationerna Berna och Estación de Aravaca.